# Gerbillus nanus
Gerbillus nanus (Піщанка карликова) — вид родини мишеві (Muridae).
Наукова назва виду була вперше опублікована Бленфордом (англ. Blanford) в 1875 році.

## Поширення
Країни проживання: Афганістан, Алжир, Чад, Індія, Іран, Ірак, Малі, Мавританія, Марокко, Нігер, Оман, Пакистан, Саудівська Аравія, Туніс, Об'єднані Арабські Емірати, Ємен. Знайдені в пустельних, напівпустельних, орних землях і садах. Зустрічається в основному в частинах пустелі з відносно глибоким ґрунтом і рясною рослинністю, наприклад, ваді, оази, піщано-глинисті рівнини.